# Badis kyar
Badis kyar (бадіс кьяр або тигровий бадіс) — тропічний вид прісноводних риб, представник родини бадієвих (Badidae). Свою видову назву отримав за смугастий кольоровий малюнок на тілі, що нагадує забарвлення тигра (бірманською kyar означає «тигр»).

## Поширення
Був виявлений лише у двох районах, розташованих у верхній частині басейну річки Іраваді на півночі М'янми. Один із них включає декілька річок поблизу міста М'їчина, столиці штату Качин, інший розташований за пару сотень кілометрів на південь від М'їчини, у нижній течії річШвелі (англ. Shweli River), притоки Іраваді.
Типовим помешканням цих риб є неглибокі (близько 1 м в сухий сезон) річечки з помірною течією, чистою водою і ґрунтом з піску та гальки. Вони несуть свої води серед вторинних лісів і сільськогосподарських угідь. Береги вкриті трав'янистою рослинністю, а у воді ростуть криптокорини (Cryptocoryne).
Разом із тигровим бадісом тут живуть інші бадієві: Badis corycaeus та Dario hysginon. Ці три види займають різні екологічні ніші: B. kyar тримається на швидкій течії по центру русла, B. corycaeus мешкає по краю потоку, а D. hysginon лише в стоячій воді біля берега.
У цих річках був знайдений також цілий ряд інших цікавих видів риб, що належать до родів Acanthocobitis, Schistura, Danio, Pillaia, Indostomus і Microphis.

## Опис
Максимальна стандартна (без хвостового плавця) довжина самців становить 3,8 см, самок — 2,9 см.
Риби мають невисоке, як на бадісів, тіло. Спинний плавець має 16-17 твердих і 8-9 м'яких променів, анальний 6-7 м'яких променів. Хребців: 27-29.
Малюнок на тілі визначають 10 поперечних темних смуг.
За типом забарвлення Badis kyar і трохи схожий на нього Badis juergenschmidti помітно відрізняються від решти представників роду. Обидва мають поперечні смуги на тілі, але їх характер є дещо різним, у B. juergenschmidti вони прямі, а у B. kyar — трохи вигнуті. Місце цих видів усередині роду лишається невизначеним.

## Утримання в акваріумі
Тигрового бадіса надзвичайно рідко тримають в акваріумах і ще не розводили в неволі.
Рекомендації щодо утримання і розведення виду є загальними для всіх бадісів. Пару або невеличку групу риб можна тримати у видовому акваріумі довжиною 60 см або більше. Вибір рослин не є суттєвим. Акваріум декорують корчами, гіллям, плаваючими рослинами, опалим листям — це надає йому природного вигляду. Обов'язковою є наявність печер, які виконують роль схованок і потенційного нерестовища. Параметри води: рН6,0-7,5, dH до 10°, температура 15-25 °C. Годують риб дрібним живим кормом. Самці поводять себе територіально.